# Șirnea, Brașov
Șirnea este un sat în comuna Fundata din județul Brașov, Transilvania, România. Începând cu data de 16 iulie 1973 satul Șirnea (Brasov), alături de alte 13 localități, se declara, experimental, sat de interes turistic denumit "sat turistic".

## Așezare geografică
- Șirnea este așezată la poalele Munților Piatra Craiului (2244m).

## Sărbători tradiționale
- "Iarna la Sirnea" si concursul national de schi fond "Cupa Sirnea"
- Memorial Fruntes -la sfarstiul lunii Ianuarie
- Ziua Olimpica -23 iunie
- Noaptea de sanziene -24 iunie
- Masura laptelui si intalnirea fiilor satului -sfarsitul lunii  iunie
- Focul lui Sumedru -25 Octombrie

## Note

Casa din Sirnea.